# Fusinus couei
Fusinus couei är en snäckart som först beskrevs av Petit de la Saussaye 1853.  Fusinus couei ingår i släktet Fusinus och familjen Fasciolariidae. Inga underarter finns listade i Catalogue of Life.